# Estação Américas Park
A Estação Américas Park é uma parada do BRT TransOeste localizada no bairro da Barra da Tijuca, no município do Rio de Janeiro.

## Origem do nome da estação
Por se localizar em frente ao sub-bairro Américas Park, a parada recebeu esse nome. Américas Park é um sub-bairro planejado formado por vários condomínios residencial service, que são: Sunrise, Sundance, Sunplace, Sunshine, Sanview, Sunprime e Sundeck. Ainda, engloba as Ruas Raimundo Muniz de Aragão e Engenheiro Mário Fernandes Guedes e as Avenidas Malibu e Hélio Pellegrino.

## Localização

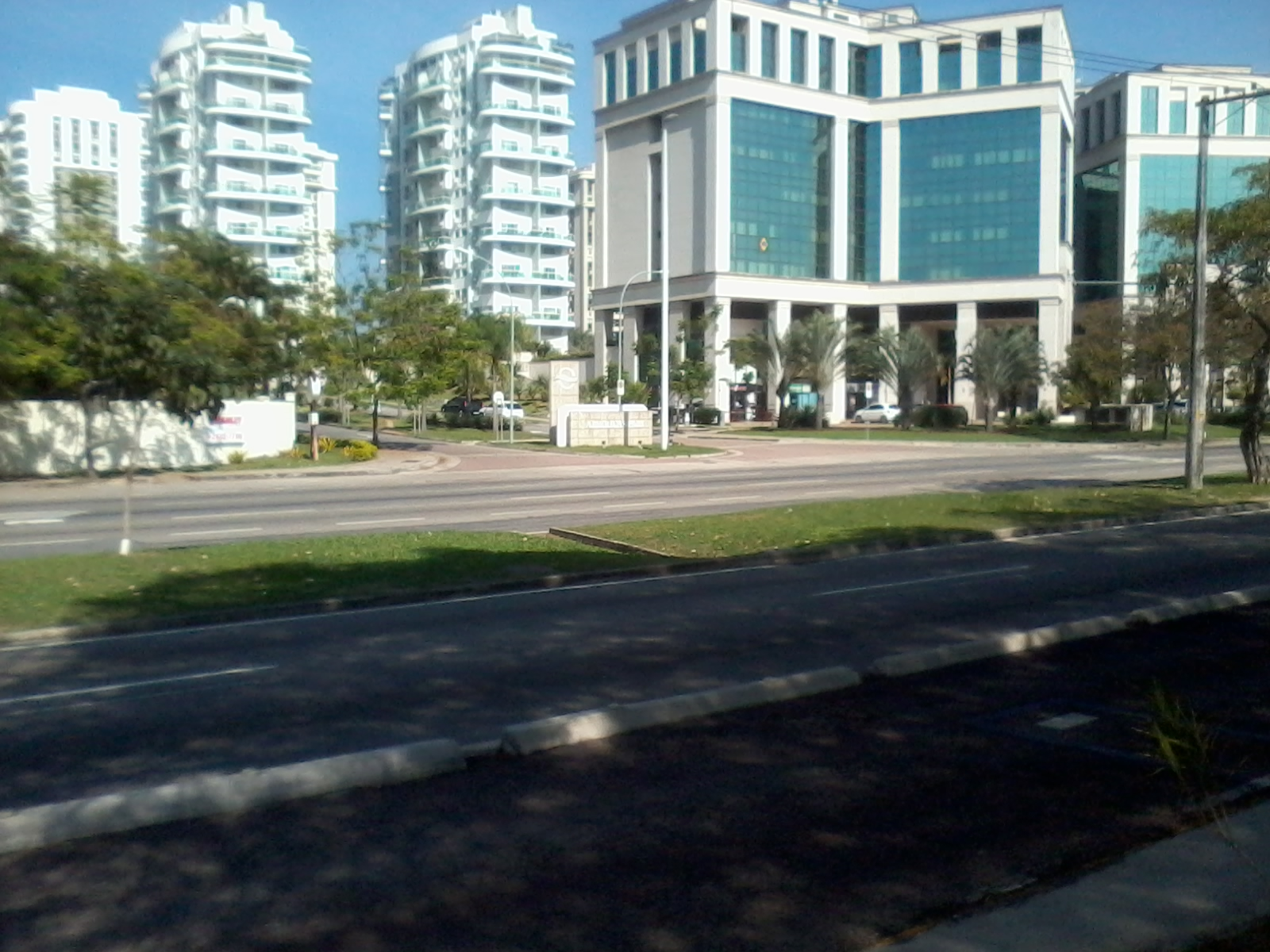
Américas Park visto da entrada da Estação do BRT

A Estação Américas Park está localizada no canteiro central da Avenida das Américas, próximo ao retorno localizado em frente a Rua Professor Alfredo Colombo e a Av. Jean Paul Sartre e ao Américas Park. Nas proximidades existe o Shopping Rio Design, Colégio Bahiense e uma filial da concessionária de automóveis Nissan.

## Acessos
Existe apenas um acesso a estação:
- Travessia de pedestres sobre a Avenida das Américas no referido retorno em frente a Rua Professor Alfredo Colombo e a Avenida Jean Paul Sartre.

## Serviços existentes e horário de funcionamento
Segundo o site oficial da administradora do BRT, existem as linhas (serviços) que atendem a estação
| Número | Linha                              | Tipo de serviço | Funcionamento                           |
| ------ | ---------------------------------- | --------------- | --------------------------------------- |
| 11     | Santa Cruz - Alvorada              | Parador         | 21h às 04:50 (todos os dias)            |
| 18     | Recreio - Jardim Oceânico          | Expresso        | 05:30 às 22h (de segunda a sexta-feira) |
| 21A    | Recreio Shopping - Jardim Oceânico | Parador         | 04:20 às 22:40 (todos os dias)          |

Ainda, segundo o mesmo site, o horário de funcionamento da parada é de 04h às 01h e a bilheteria opera de segunda a sexta de 6h às 21h40 e sábados e domingos das 10h40 às 18h40.

## Galeria

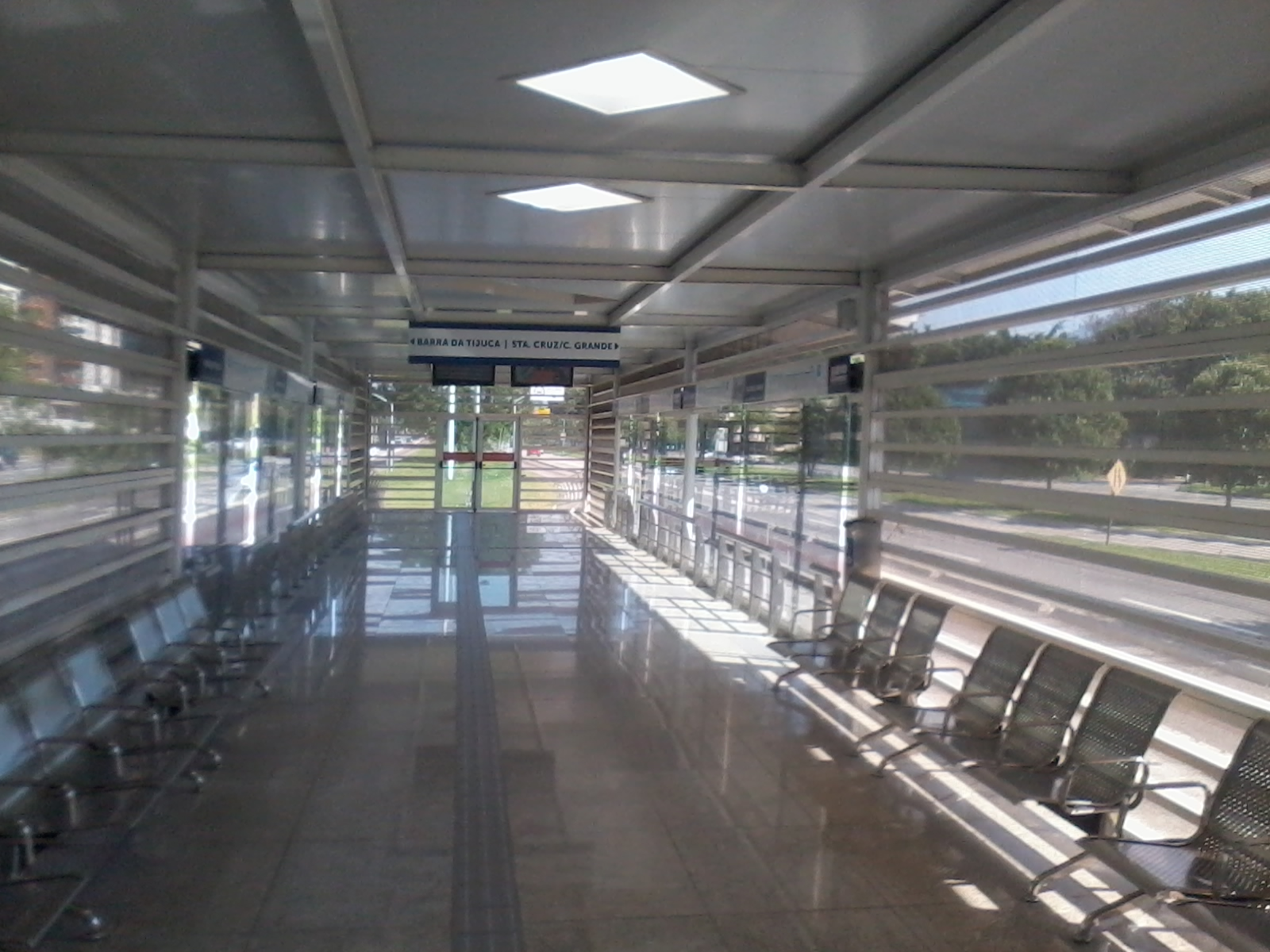
Plataforma da estação. Ao fundo, a saída de emergência da parada.
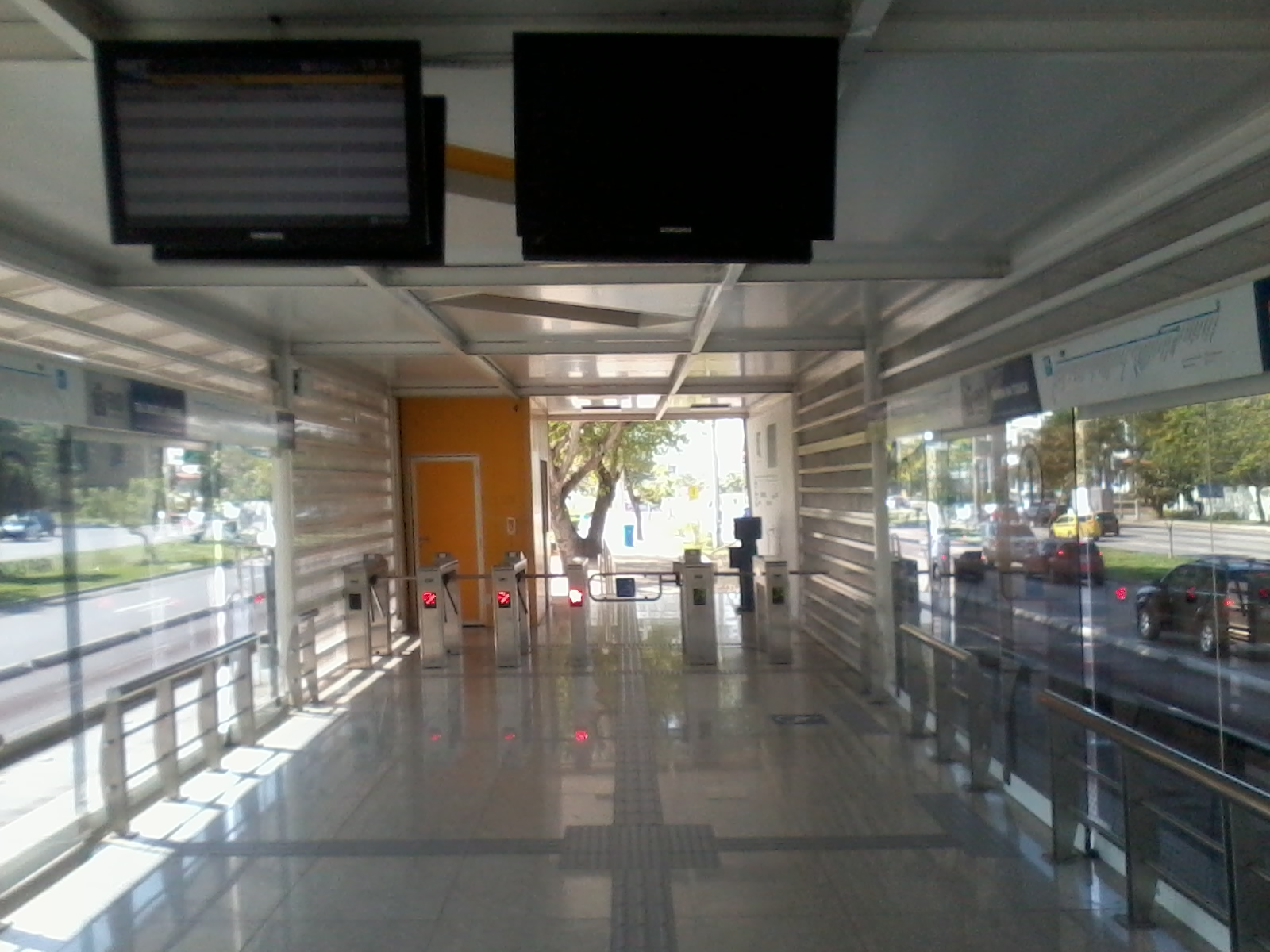
Plataforma da estação. Ao fundo, a entrada da parada.
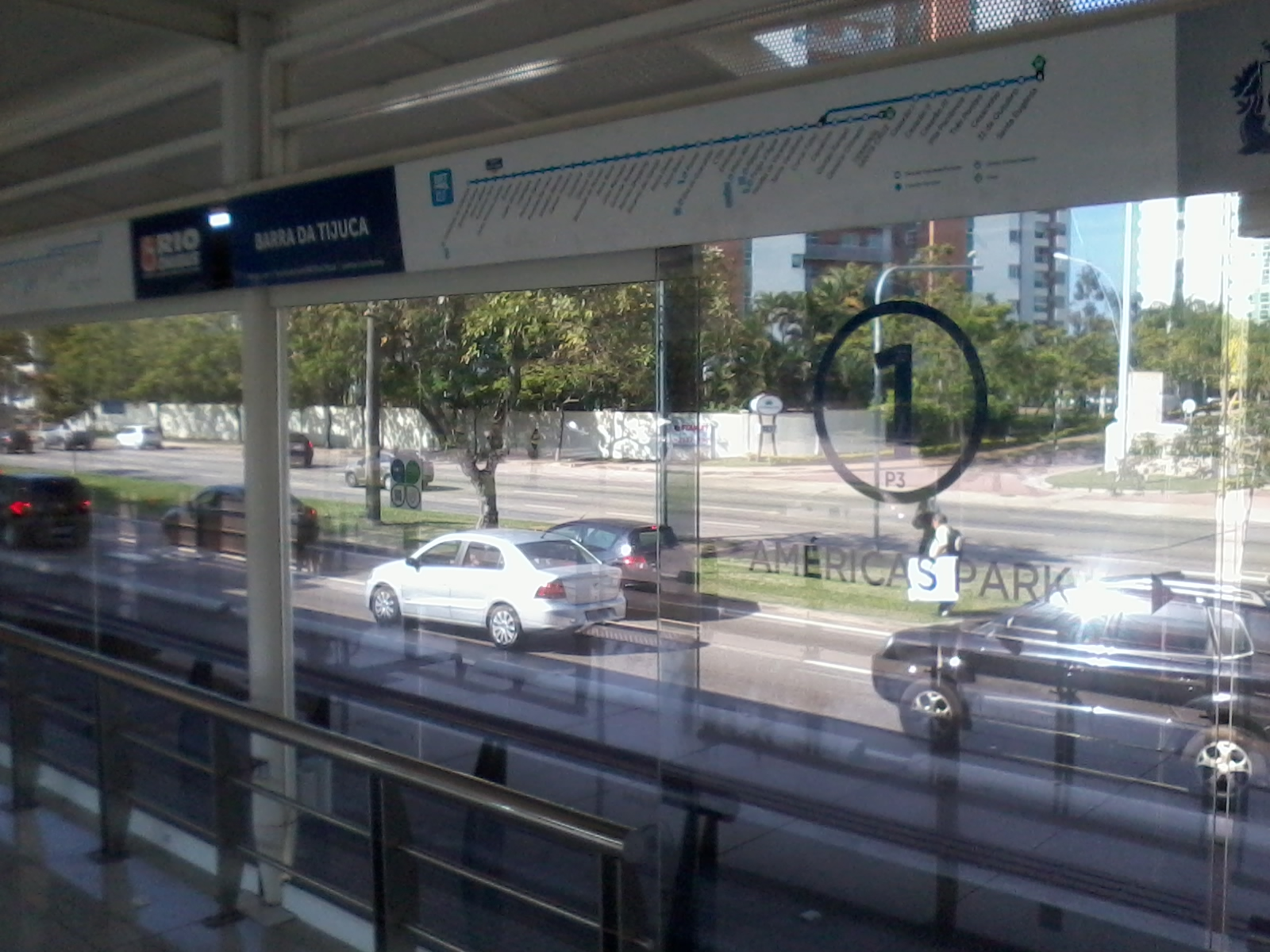
Uma das portas de embarque da estação e ao fundo a Avenida das Américas (sentido Joá).
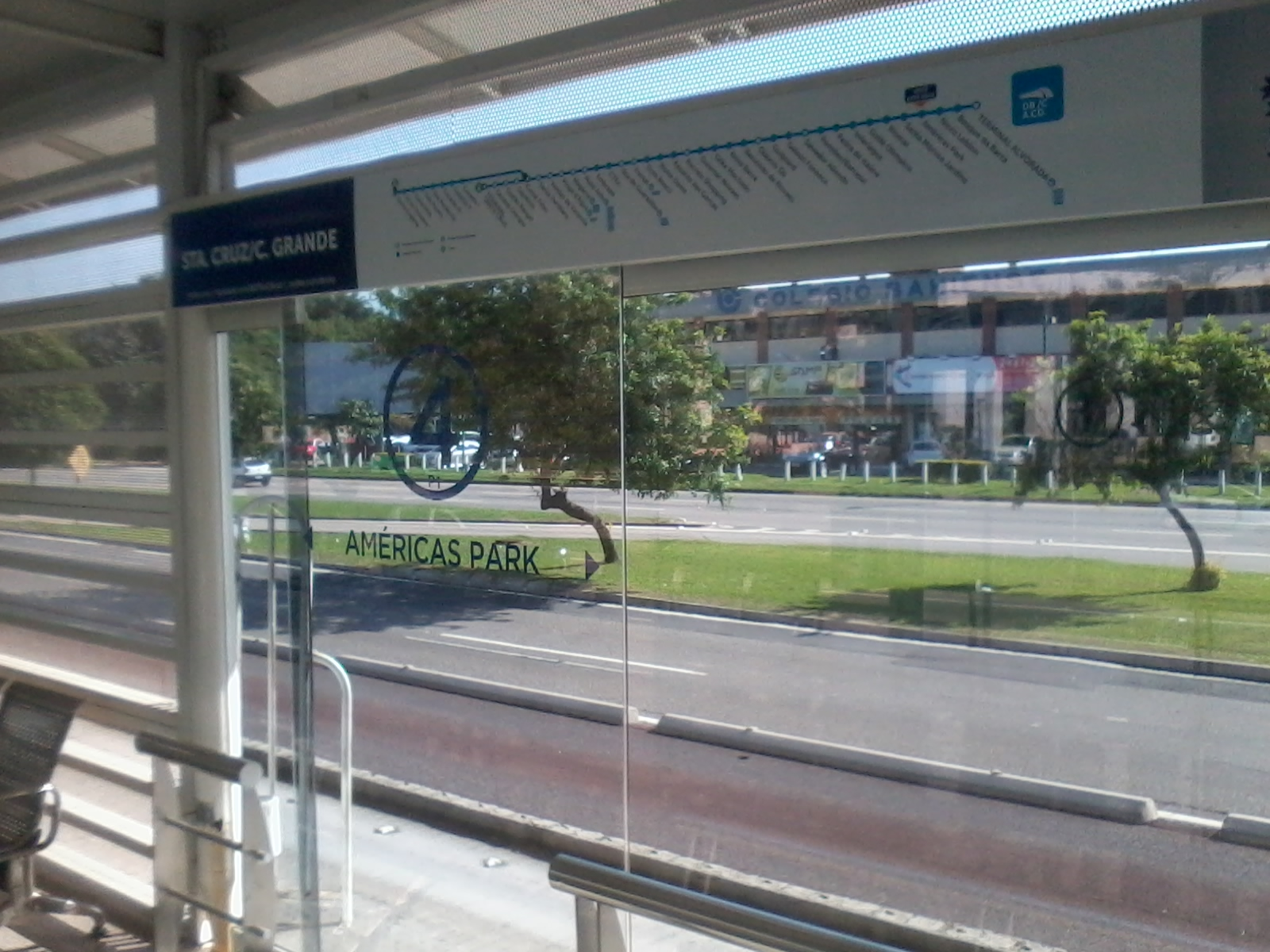
Uma das portas de embarque da estação e ao fundo a Avenida das Américas (sentido Recreio).
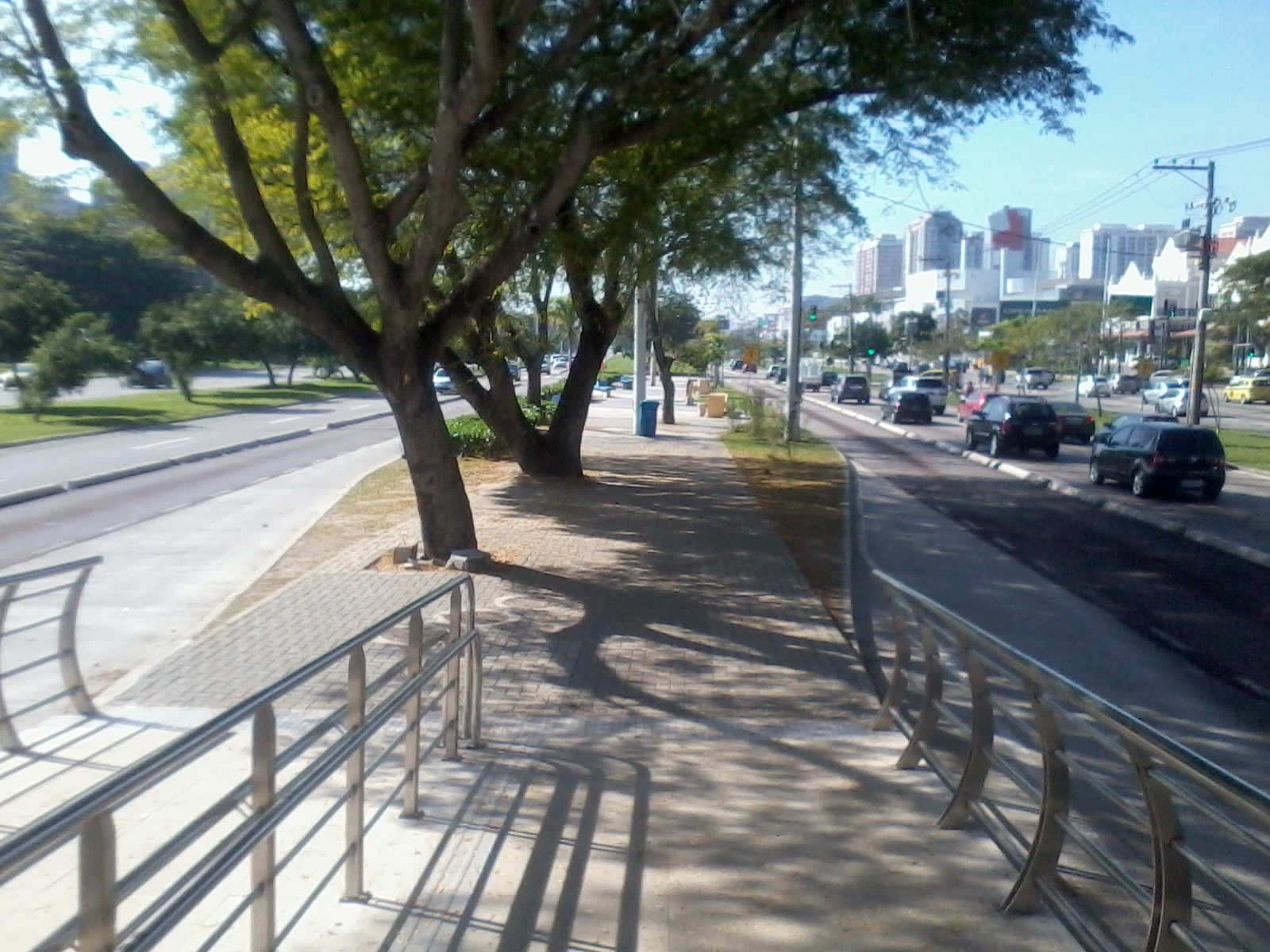
Entrada da Estação Américas Park, vista de dentro da parada.
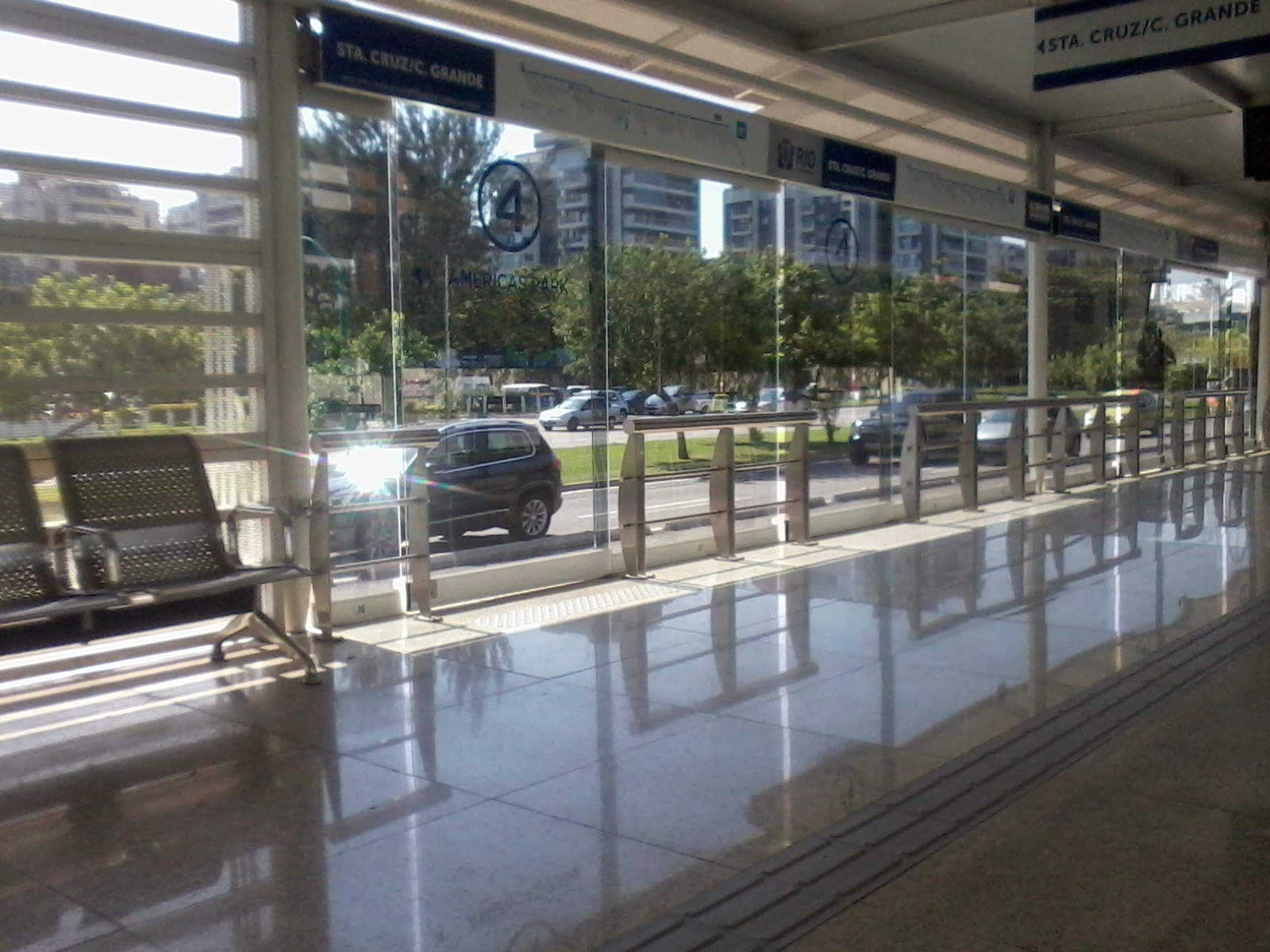
Porta de Embarque nº 4 (Sentido Santa Cruz/ Campo Grande) da Estação Américas Park.
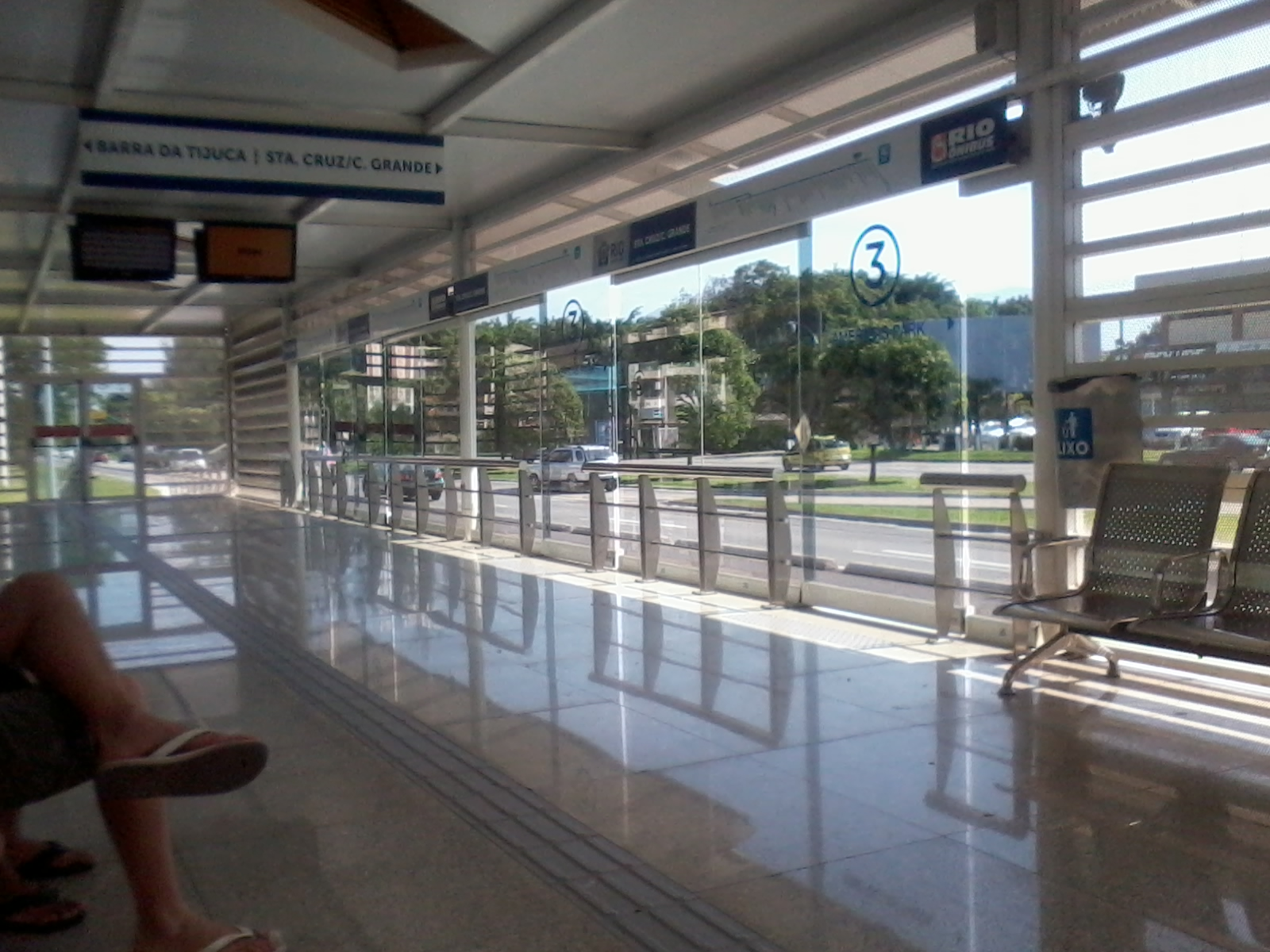
Porta de Embarque nº 3 (Sentido Santa Cruz/ Campo Grande) da Estação Américas Park.